# Henderson County (Illinois)
Henderson County is een county in de Amerikaanse staat Illinois.
De county heeft een landoppervlakte van 981 km² en telt 8.213 inwoners (volkstelling 2000). De hoofdplaats is Oquawka.

## Bevolkingsontwikkeling

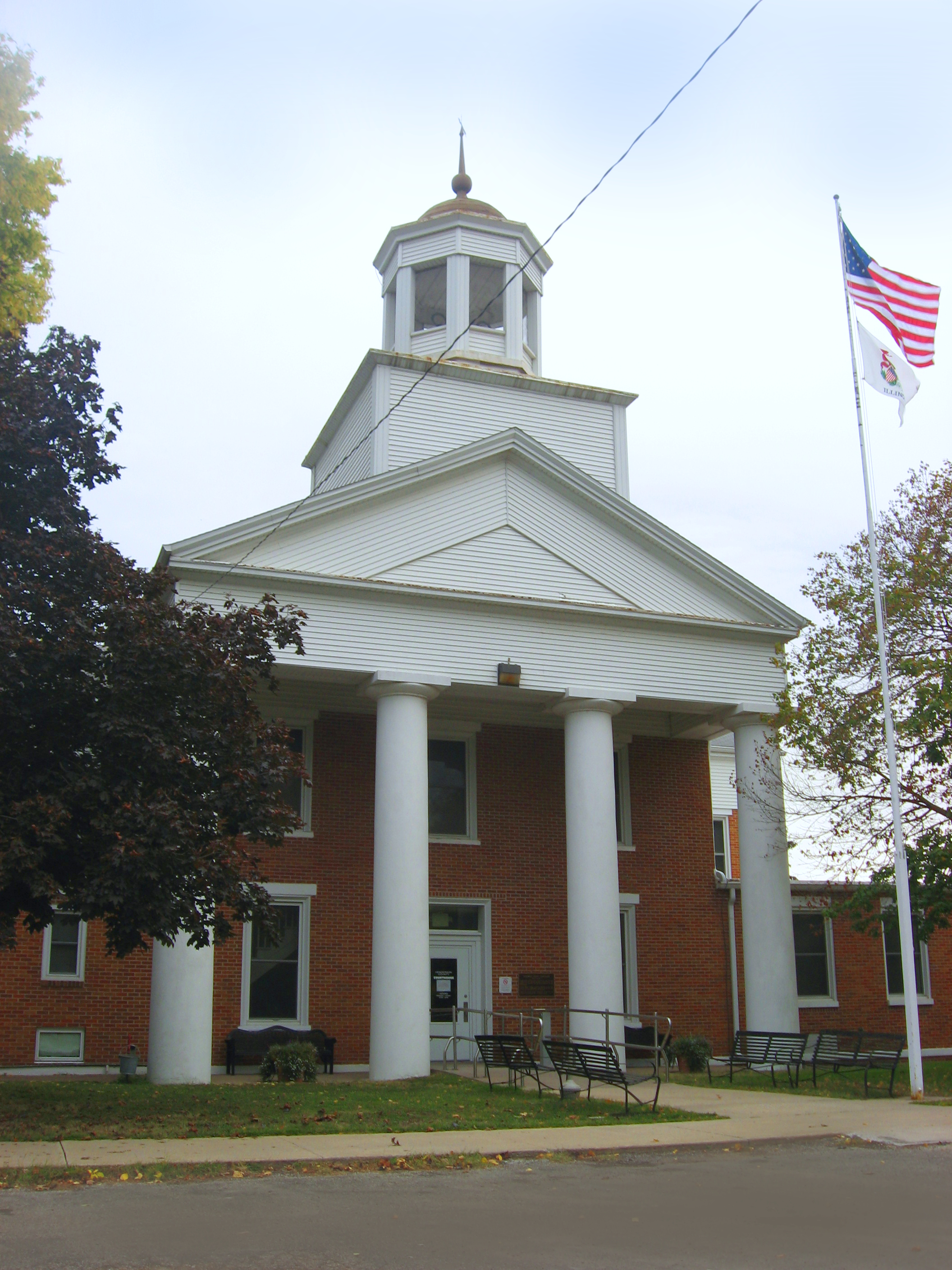
Henderson County Courthouse